# 彭琯
彭琯（？—1644年），字君石，號予白，四川重庆府永川縣（今重慶市永川區）人。明末政治人物。

## 生平
萬曆四十六年（1618年）戊午科四川鄉試第三名舉人，崇禎七年（1634年）甲戌科會試第二百七名，廷試三甲第九名進士。吏部觀政，本年六月授福建漳州府推官，十三年丁憂，十五年行取，皇帝亲自考选工科給事中。崇禎十七年（1644年），李自成破京師，脅降不從，自刎死。

## 家族
曾祖彭敬〔庠生〕；祖彭象台〔廪生〕；父彭之年〔丁丑选贡、教授〕。